# Peter Connelly
Peter Connelly (né le 8 septembre 1972 en Angleterre) est un compositeur de musique et un designer de son pour les jeux vidéo. Il a surtout travaillé avec Core Design pour 3 jeux de la série Tomb Raider, mais aussi avec Eutechnyx et Ubisoft Reflections.
Peter Connelly possède un studio de production, d'ingénierie et de design sonore, appelé Universal Sound Design.
Il a étudié le violoncelle, la guitare et le piano pour poursuivre avec un diplôme d'études supérieures en technique musicale au Newcastle College. Il considère que John Williams et Danny Elfman sont les compositeurs d'exception qui ont influencé son style de composition,.
C'est avec la musique de Tomb Raider: l'Ange des ténèbres que, pour la première fois, il réalise une composition suivant l'ensemble des règles d'une composition orchestrale (notamment par le nombre d'instrumentistes dans chaque registre). Il a choisi des instruments comme le hautbois, le cor anglais, la harpe et la flûte pour représenter le personnage de Lara.

## Œuvres notables
- Tomb Raider: la Révélation finale (1999)[1]
- Tomb Raider: Sur les traces de Lara Croft (2000)[1]
- Herdy Gerdy (2002) (avec Martin Iveson)
- Tomb Raider: l'Ange des ténèbres (2003) (avec Martin Iveson)[1]
- Driver: San Francisco (2011) (en tant que designer sonore sénior)[2]
- The Crew (2014)